# دار لفشوش
دار لفشوش (بالفرنسية: Dar Lefchouch)‏ هو مسلسل تلفزيوني كوميدي جزائري عرض لإول مرة في رمضان 1444 هـ (2023) على شاشة سميرة تي في. يتناول خلال حلقاته حول عائلة لفشوش، وعلاقة أفرادها فيما بينهم وعلاقتهم بمن حولهم، ويعرج على السلبيات والقضايا بالمجتمع.

## الممثلون
البطولة
- عثمان بن داود
- مينا لشطر
- سامية مزيان
- مروان قروابي
- أسماء محجان
- روميساء غزالي
- نسرين عمروش
- نوارة براح
- الهادي طير
- بيونة
- هشام مصباح

وعدة نجوم وممثلين جزائريين

## وصلات خارجية
- دار لفشوش على موقع IMDb (الإنجليزية)
- دار لفشوش على موقع قاعدة بيانات الأفلام العربية
- حلقات المسلسل